# 中阿赫图巴区
中阿赫图巴区（俄语：Среднеахтубинский район）是俄罗斯联邦伏尔加格勒州下辖的一个区，其行政中心为中阿赫图巴。据2016年统计，该区的人口为60204人。